# Rafael Orozco Torres
Rafael Orozco Torres (* 8. Mai 1922 in Arandas, Jalisco; † 19. Februar 2015 in Guadalajara, Jalisco), auch bekannt unter dem Spitznamen Rafles, war ein mexikanischer Fußballspieler, der in der  Abwehr bzw. auf der linken Seite im Mittelfeld agierte.

## Laufbahn
„Rafles“ Orozco durchlief den Nachwuchsbereich seines Heimatvereins Club Deportivo Guadalajara, bei dem er 1943 bei Einführung des Profifußballs in Mexiko auch einen Profivertrag erhielt.
„Rafles“ Orozco spielte während seiner gesamten Laufbahn von 1943 bis 1952 ausschließlich für den Club Deportivo Guadalajara und stand am ersten Spieltag der Eröffnungssaison 1943/44 der neu gegründeten Profiliga in der siegreichen Mannschaft aus Guadalajara, die sich am 21. Oktober 1943 mit 4:1 beim CF Atlante durchsetzen konnte.